# إريكا لوبيز
إريكا لوبيز (بالإنجليزية: Erika Lopez)‏ هي رسامة كارتون أمريكية، ولدت في 1968 في نيويورك في الولايات المتحدة.